# Chambers megye (Texas)
Chambers megye az Amerikai Egyesült Államokban, azon belül Texas államban található. Megyeszékhelye Anahuac, legnagyobb városa Mont Belvieu. Lakosainak száma 46 571 fő (2020. április 1.). Chambers megye Liberty, Jefferson, Galveston és Harris megyékkel határos.

## Népesség
A megye népességének változása:
| Lakosok száma | 35 270 | 35 441 | 36 095 | 36 812 | 38 863 | 46 571 |
|               | 2010   | 2011   | 2012   | 2013   | 2015   | 2020   |